# 富山湾岸サイクリングコース
富山湾岸サイクリングコースは、富山県の富山湾岸沿いを通るサイクリングルートである。ナショナルサイクルルートの第二回指定で指定された。

## 概要
- 起点 氷見市脇
- 終点 下新川郡朝日町境
- 全長 102km

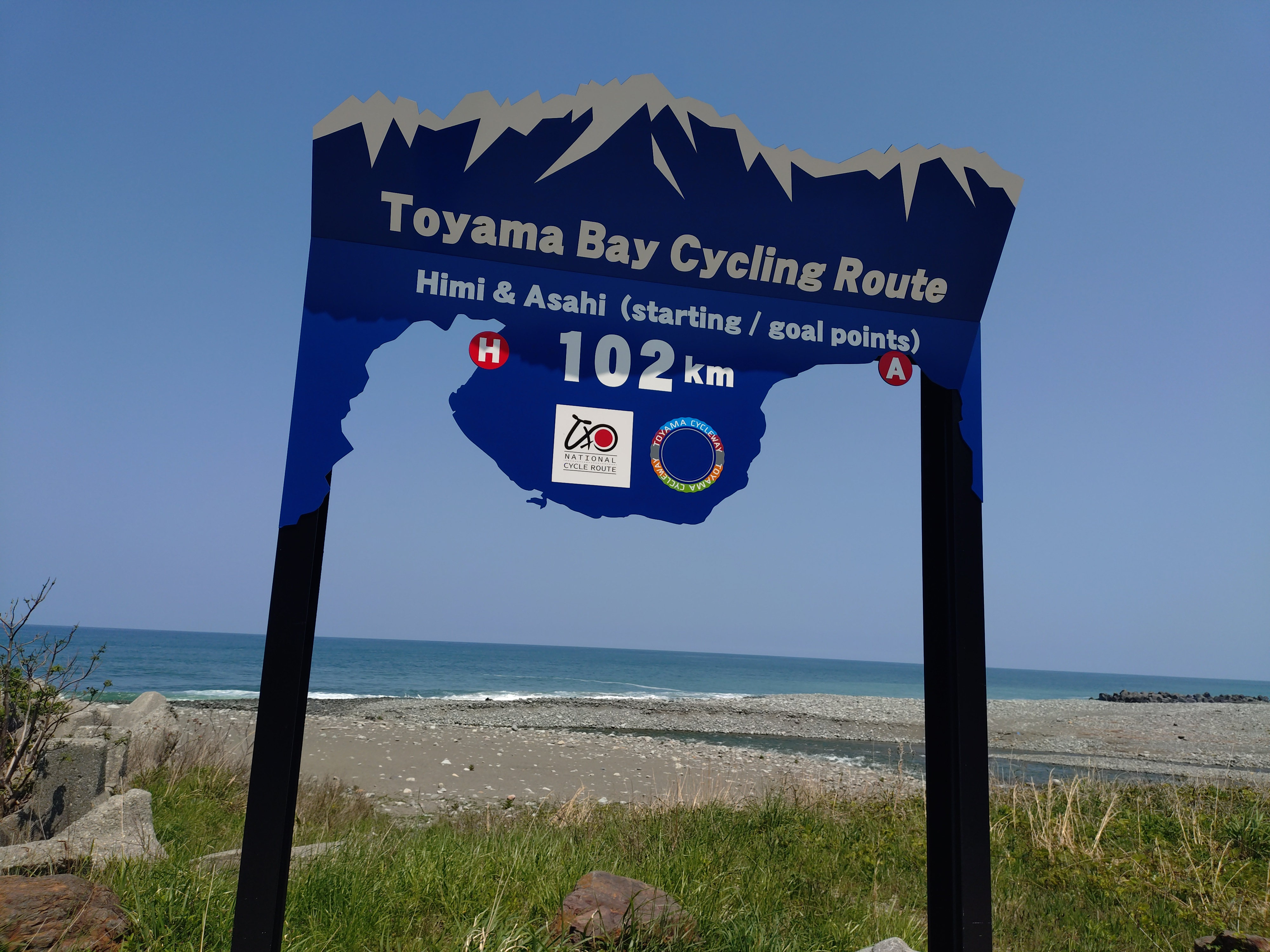
富山湾岸サイクリングルートの朝日町側の記念碑

- 通過市町村 氷見市 高岡市 射水市 富山市 滑川市 魚津市　黒部市 入善町 朝日町

氷見市の石川県境付近から、朝日町の新潟県境に至る。毎年、サイクリングイベント、「富山湾岸サイクリング」が開催されている。

## ルート
以下の道のあたりを通る
- 国道160号、
- 富山県道373号
- 国道415号
- 富山県道245号
- 富山県道240号
- 新湊大橋
- 富山地方鉄道射水線廃線跡
- 萩浦橋
- 富山県道1号
- 富山県道375号富山朝日自転車道線
- 富山県道2号
- 富山県道114号
- 富山県道109号
- 富山県道60号

付近の主要幹線道路である国道8号は通らない。

## アクセス
ナショナルサイクルルート指定要件のゲートウエイは氷見市漁業文化交流センター・ひみ番屋街(道の駅氷見)が指定されている。
あいの風とやま鉄道で予約制の「あいの風サイクルトレイン」が運行されている。

## 休憩施設
以下の施設が挙げられている。
- 道の駅氷見(ゲートウエイ施設)
- 道の駅雨晴
- 海王丸パーク
- 海竜スポーツランドレストランSazan
- 岩瀬カナル会館
- 海の駅蜃気楼
- 魚の駅生地
- ヒスイテラス

## 観光施設
- 雨晴海岸
- 新湊大橋(本線は通行禁止、遊歩道「あいの風プロムナード」は押し渡り可能。自転車持ち込み可の無料の渡船も利用可能)
- 杉沢の沢スギ